# Susiec (gmina)

Logo gminy Susiec

Susiec (do 1954 gmina Majdan Sopocki) – gmina wiejska w województwie lubelskim, w powiecie tomaszowskim. W latach 1975–1998 gmina położona była w województwie zamojskim.
Siedziba gminy to Susiec.
Według danych z 31 grudnia 2011 gminę zamieszkiwały 7794 osoby. Natomiast według danych z 31 grudnia 2019 roku gminę zamieszkiwały 7432 osoby.

## Ochrona przyrody
Na obszarze gminy znajdują się następujące rezerwaty przyrody:
- rezerwat przyrody Nad Tanwią – chroni w stanie naturalnym charakterystyczny krajobraz dolin potoków Tanwi i Jelenia z licznymi wodospadami w skalistym korycie potoku oraz z lasem mieszanym z udziałem jodły na granicy jej naturalnego zasięgu;
- rezerwat przyrody Nowiny – chroni roślinność wodną i torfowiskowe śródleśna bagna z udziałem gatunków chronionych.

## Struktura powierzchni
Według danych z roku 2002 gmina Susiec ma obszar 190,52 km², w tym:
- użytki rolne: 41%
- użytki leśne: 54%

Gmina stanowi 12,81% powierzchni powiatu.

## Demografia

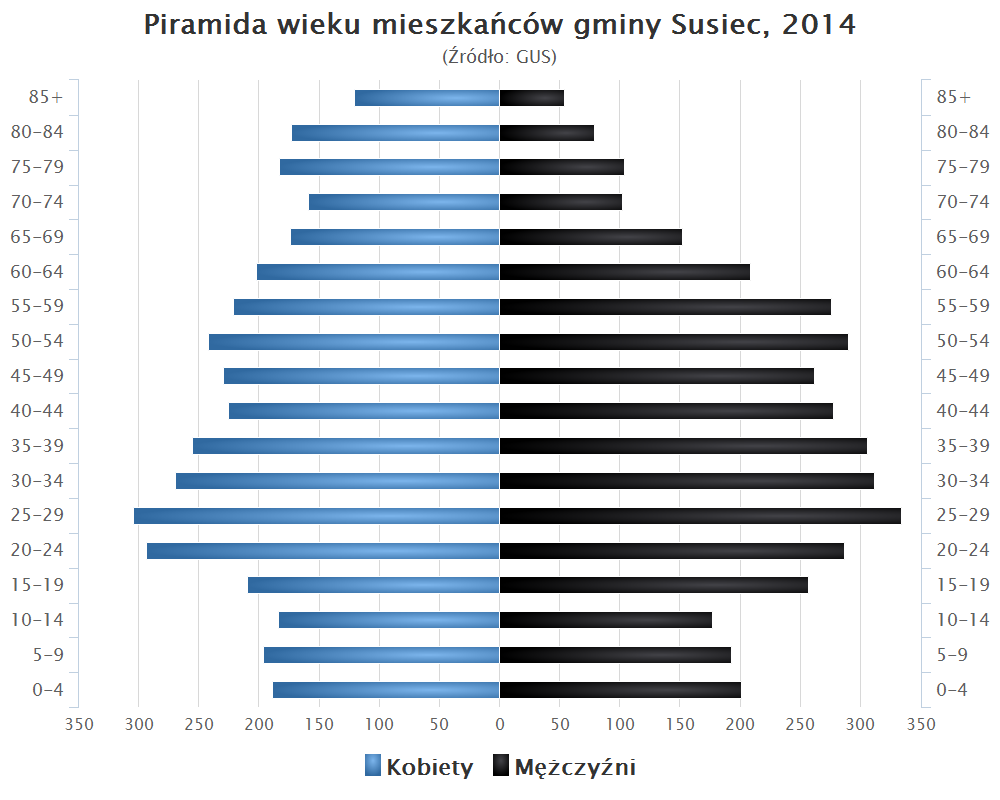
Piramida wieku mieszkańców gminy Susiec w 2014 roku

Dane z 30 czerwca 2004:
| Opis                              | Ogółem | Ogółem | Kobiety | Kobiety | Mężczyźni | Mężczyźni |
| --------------------------------- | ------ | ------ | ------- | ------- | --------- | --------- |
| Jednostka                         | osób   | %      | osób    | %       | osób      | %         |
| Populacja                         | 7927   | 100    | 3936    | 49,7    | 3991      | 50,3      |
| Gęstość zaludnienia [mieszk./km²] | 41,6   | 41,6   | 20,7    | 20,7    | 20,9      | 20,9      |

## Wykaz miejscowości
| Miejscowości podstawowe oraz ich integralne części w administracji gminy Susiec | Miejscowości podstawowe oraz ich integralne części w administracji gminy Susiec | Miejscowości podstawowe oraz ich integralne części w administracji gminy Susiec | Miejscowości podstawowe oraz ich integralne części w administracji gminy Susiec | Miejscowości podstawowe oraz ich integralne części w administracji gminy Susiec                                                     | Miejscowości podstawowe oraz ich integralne części w administracji gminy Susiec |
| Identy- fikator SIMC                                                            | Nazwa                                                                           | Rodzaj                                                                          | Miejscowość podstawowa                                                          | Uwagi COGGiK | Położenie geograficzne                                                          |
| ------------------------------------------------------------------------------- | ------------------------------------------------------------------------------- | ------------------------------------------------------------------------------- | ------------------------------------------------------------------------------- | --- | ------------------------------------------------------------------------------- |
| 0900287                                                                         | Ciotusza Nowa                                                                   | wieś                                                                            |                                                                                 | do 2001 r. – Nowa Ciotusza | 50°28′08″N 23°12′46″E/50,468889 23,212778                                       |
| 0900471                                                                         | Ciotusza Stara                                                                  | wieś                                                                            |                                                                                 | do 2001 r. – Stara Ciotusza | 50°28′44″N 23°11′21″E/50,478889 23,189167                                       |
| 0899992                                                                         | Grabowica                                                                       | wieś                                                                            |                                                                                 | | 50°26′36″N 23°12′46″E/50,443333 23,212778                                       |
| 0900005                                                                         | Huta Szumy                                                                      | wieś                                                                            |                                                                                 | do 2001 r. – Huta-Szumy; istniały przysiółki: Banachy, Rebizanty i kolonia Karkosze (miejscowości włączone do wsi; nazwy zniesione) | 50°22′36″N 23°14′35″E/50,376667 23,243056                                       |
| 0900040                                                                         | Kunki                                                                           | wieś                                                                            |                                                                                 | | 50°27′00″N 23°15′34″E/50,450000 23,259444                                       |
| 0900117                                                                         | Łasochy                                                                         | wieś                                                                            |                                                                                 | | 50°27′37″N 23°15′26″E/50,460278 23,257222                                       |
| 0900123                                                                         | Łosiniec                                                                        | wieś                                                                            |                                                                                 | | 50°25′04″N 23°18′46″E/50,417778 23,312778                                       |
| 0900181                                                                         | Łuszczacz                                                                       | wieś                                                                            |                                                                                 | | 50°28′59″N 23°14′30″E/50,483056 23,241667                                       |
| 0900206                                                                         | Majdan Sopocki Drugi                                                            | wieś                                                                            |                                                                                 | | 50°27′38″N 23°09′58″E/50,460556 23,166111                                       |
| 0900258                                                                         | Majdan Sopocki Pierwszy                                                         | wieś                                                                            |                                                                                 | | 50°27′22″N 23°10′30″E/50,456111 23,175000                                       |
| 0900264                                                                         | Maziły                                                                          | wieś                                                                            |                                                                                 | | 50°24′16″N 23°19′35″E/50,404444 23,326389                                       |
| 0900324                                                                         | Nowiny                                                                          | wieś                                                                            |                                                                                 | | 50°26′55″N 23°07′51″E/50,448611 23,130833                                       |
| 0900353                                                                         | Oseredek                                                                        | wieś                                                                            |                                                                                 | | 50°25′35″N 23°10′07″E/50,426389 23,168611                                       |
| 0900382                                                                         | Paary                                                                           | wieś                                                                            |                                                                                 | | 50°22′46″N 23°16′07″E/50,379444 23,268611                                       |
| 0900407                                                                         | Róża                                                                            | wieś                                                                            |                                                                                 | | 50°29′07″N 23°12′59″E/50,485278 23,216389                                       |
| 0900420                                                                         | Rybnica                                                                         | wieś                                                                            |                                                                                 | | 50°24′15″N 23°13′14″E/50,404167 23,220556                                       |
| 0900494                                                                         | Susiec                                                                          | wieś                                                                            |                                                                                 | do 1988 r. – Skwarki | 50°25′02″N 23°11′55″E/50,417222 23,198611                                       |
| 0900525                                                                         | Wólka Łosiniecka                                                                | wieś                                                                            |                                                                                 | | 50°25′28″N 23°16′44″E/50,424444 23,278889                                       |
| 0900560                                                                         | Zawadki                                                                         | wieś                                                                            |                                                                                 | | 50°26′22″N 23°17′17″E/50,439444 23,288056                                       |
| 0900175                                                                         | Kolonia Pasieki                                                                 | kolonia wsi                                                                     | Łosiniec                                                                        | brak zabudowy | 50°25′51″N 23°18′48″E/50,430833 23,313333                                       |
| 0900413                                                                         | Łozowica                                                                        | kolonia wsi                                                                     | Róża                                                                            | | 50°29′56″N 23°11′58″E/50,498889 23,199444                                       |
| 1025479                                                                         | Wioska                                                                          | kolonia wsi                                                                     | Róża                                                                            | wg granic obrębów – kolonia wsi Łuszczacz                                                                                           | 50°29′23″N 23°13′37″E/50,489722 23,226944                                       |
| 0900130                                                                         | Dmitroce                                                                        | część wsi                                                                       | Łosiniec                                                                        | | 50°25′17″N 23°18′04″E/50,421389 23,301111                                       |
| 0900146                                                                         | Kniazie                                                                         | część wsi                                                                       | Łosiniec                                                                        | | 50°25′35″N 23°17′58″E/50,426389 23,299444                                       |
| 0900399                                                                         | Kocudza                                                                         | część wsi                                                                       | Paary                                                                           | do 2001 r. – wieś | 50°23′02″N 23°17′22″E/50,383889 23,289444                                       |
| 0900301                                                                         | Kolonia                                                                         | część wsi                                                                       | Ciotusza Nowa                                                                   | | 50°28′27″N 23°12′25″E/50,474167 23,206944                                       |
| 0900436                                                                         | Koszele                                                                         | część wsi                                                                       | Rybnica                                                                         | do 2001 r. – przysiółek | 50°24′30″N 23°15′09″E/50,408333 23,252500                                       |
| 0900442                                                                         | Niwka-Gajówka                                                                   | część wsi                                                                       | Rybnica                                                                         | do 2001 r. – gajówka | 50°24′03″N 23°13′59″E/50,400833 23,233056                                       |
| 0900488                                                                         | Kolonia Podrusów                                                                | część wsi                                                                       | Ciotusza Stara                                                                  | | 50°28′52″N 23°11′00″E/50,481111 23,183333                                       |
| 0900212                                                                         | Podrusów                                                                        | część wsi                                                                       | Majdan Sopocki Drugi                                                            | do 2001 r. – wieś | 50°27′56″N 23°10′20″E/50,465556 23,172222                                       |
| 0900152                                                                         | Kolonia Popówka                                                                 | część wsi                                                                       | Łosiniec                                                                        | | 50°24′41″N 23°17′35″E/50,411389 23,293056                                       |
| 0900459                                                                         | Sikliwce                                                                        | część wsi                                                                       | Rybnica                                                                         | do 2001 r. – przysiółek | 50°24′32″N 23°14′33″E/50,408889 23,242500                                       |
| 0900169                                                                         | Smereczyna                                                                      | część wsi                                                                       | Łosiniec                                                                        | | 50°25′09″N 23°18′28″E/50,419167 23,307778                                       |
| 0900465                                                                         | Susiec                                                                          | część wsi                                                                       | Rybnica                                                                         | do 2001 r. – leśniczówka | 50°24′43″N 23°13′49″E/50,411944 23,230278                                       |
| 0900531                                                                         | Swidy                                                                           | część wsi                                                                       | Wólka Łosiniecka                                                                | | 50°25′02″N 23°16′12″E/50,417222 23,270000                                       |
| 0900548                                                                         | Wólka Mała                                                                      | część wsi                                                                       | Wólka Łosiniecka                                                                | | 50°25′19″N 23°17′10″E/50,421944 23,286111                                       |
| 0900198                                                                         | Zagóra                                                                          | część wsi                                                                       | Łuszczacz                                                                       | | 50°28′42″N 23°14′44″E/50,478333 23,245556                                       |
| 0900519                                                                         | Zagóra                                                                          | część wsi                                                                       | Susiec                                                                          | | 50°25′02″N 23°11′19″E/50,417222 23,188611                                       |
| 0900270                                                                         | Zagrodniki                                                                      | część wsi                                                                       | Maziły                                                                          | | 50°24′03″N 23°19′58″E/50,400833 23,332778                                       |
| 0900318                                                                         | Zuby                                                                            | część wsi                                                                       | Ciotusza Nowa                                                                   | | 50°27′44″N 23°11′04″E/50,462222 23,184444                                       |
| 0900293                                                                         | Józefówek                                                                       | część wsi                                                                       | Ciotusza Nowa                                                                   | | 50°27′36″N 23°13′54″E/50,460000 23,231667                                       |
| 0900554                                                                         | Wólka Wielka                                                                    | część wsi                                                                       | Wólka Łosiniecka                                                                | | 50°25′33″N 23°16′59″E/50,425833 23,283056                                       |
| 0900347                                                                         | Osada Młyńska                                                                   | część wsi                                                                       | Nowiny                                                                          | | 50°26′57″N 23°07′51″E/50,449167 23,130833                                       |
| 0900057                                                                         | Hałasy                                                                          | część wsi                                                                       | Kunki                                                                           | | 50°27′02″N 23°15′23″E/50,450556 23,256389                                       |
| 0900063                                                                         | Kolonia                                                                         | część wsi                                                                       | Kunki                                                                           | | 50°27′14″N 23°14′55″E/50,453889 23,248611                                       |
| 0900229                                                                         | Kolonia                                                                         | część wsi                                                                       | Majdan Sopocki Drugi                                                            | brak zabudowy; do 2001 r. – część wsi Podrusów; wg granic obrębów – część wsi Ciotusza Stara                                        | 50°28′36″N 23°10′21″E/50,476667 23,172500                                       |
| 0900070                                                                         | Małki                                                                           | część wsi                                                                       | Kunki                                                                           | | 50°26′49″N 23°16′01″E/50,446944 23,266944                                       |
| 0900330                                                                         | Osada Kusiakowska                                                               | część wsi                                                                       | Nowiny                                                                          | | 50°26′43″N 23°07′38″E/50,445278 23,127222                                       |
| 0900360                                                                         | Podsusiec                                                                       | część wsi                                                                       | Oseredek                                                                        | | 50°25′32″N 23°10′45″E/50,425556 23,179167                                       |
| 0900086                                                                         | Suchy Koniec                                                                    | część wsi                                                                       | Kunki                                                                           | | 50°27′06″N 23°15′13″E/50,451667 23,253611                                       |
| 0900376                                                                         | Za Wygonem                                                                      | część wsi                                                                       | Oseredek                                                                        | | 50°25′39″N 23°09′37″E/50,427500 23,160278                                       |
| 1025485                                                                         | Zagóra                                                                          | część wsi                                                                       | Róża                                                                            | | 50°29′19″N 23°13′23″E/50,488611 23,223056                                       |
| 0900092                                                                         | Zagóra                                                                          | część wsi                                                                       | Kunki                                                                           | | 50°27′03″N 23°15′46″E/50,450833 23,262778                                       |
| 0900100                                                                         | Załoma                                                                          | część wsi                                                                       | Kunki                                                                           | | 50°26′50″N 23°15′46″E/50,447222 23,262778                                       |
| 0900241                                                                         | Od Majdanu                                                                      | część wsi                                                                       | Majdan Sopocki Drugi                                                            | brak zabudowy (budynki rozebrane)                                                                                                   | 50°28′35″N 23°08′08″E/50,476389 23,135556                                       |

## Sołectwa
Ciotusza Nowa, Ciotusza Stara, Grabowica, Huta Szumy, Kunki, Łasochy, Łosiniec (sołectwa: Łosiniec I i Łosiniec II), Łuszczacz, Majdan Sopocki Drugi, Majdan Sopocki Pierwszy, Maziły, Nowiny, Oseredek, Paary, Róża, Rybnica, Susiec (sołectwa: Susiec I i Susiec II), Wólka Łosiniecka, Zawadki.

## Sąsiednie gminy
Józefów, Krasnobród, Łukowa, Narol, Obsza, Tomaszów Lubelski